# Crispus
Pour les articles homonymes, voir Crispus (homonymie).
C. Flavius Iulius Crispus Caesar, né vers 303 et mort à Pola en 326, est le fils aîné de l'empereur Constantin et de sa concubine Minervina. Nommé César en 317 et consul à plusieurs reprises, il remporte plusieurs victoires militaires avant d'être exécuté sur ordre de son père ou de se suicider pour des motifs qui demeurent obscurs.

## Biographie

### César
C. Flavius Iulius Crispus Caesar, premier fils de Constantin, nait vers 303 de son union avec sa concubine Minervina. On ne sait rien sur cette première union, ni sur sa fin, sauf qu’elle dut avoir lieu avant 307, date du mariage officiel de Constantin avec Fausta, fille de Maximien Hercule.
Constantin fait appel au célèbre rhéteur Lactance pour l'éducation de Crispus qui, par ailleurs, accompagne assez jeune son père sur les champs de bataille qui oppose les troupes romaines aux barbares. Crispus est ainsi associé à son père sur les monnaies et les inscriptions qui célèbrent les campagnes victorieuses et celui-ci le fait César en 317, en même temps que son demi-frère Constantin le jeune, à Serdica (actuellement Sofia). Crispus, gratifié du titre de « prince de la jeunesse », est alors envoyé à Trèves en compagnie d'un préfet du prétoire qui exerce sa juridiction sur les régions transalpines d'Espagne, de Bretagne et de Gaule. Crispus est consul par trois fois, en 318, 321 et 324.
Chargé de la défense de la frontière du Rhin, il bat les Francs en 320 et, en 321, rejoint son père à Sirmium où il est présenté à l'armée d'élite et épouse une nommée Hélène, qui lui donne une fille en 323. L'été de la même année, il remporte une victoire sur les Francs et les Alamans, associé à son frère Constantin II qui lui succède à Trèves. Il est alors appelé aux côtés de son père dans sa campagne contre Licinius contre lequel il commande - au moins en titre - la flotte qui remporte deux victoires successives dans l'Hellespont et la Propontide contre ce dernier au cours de l'été 324.

### Exécution
En 326, il est, selon l'historiographie traditionnelle, exécuté sur l’ordre de son père Constantin, à Pola en Istrie. Sa belle-mère Fausta est à son tour exécutée, toujours sur ordre de Constantin, la même année selon Zosime, ou trois ans plus tard en 329 selon Jérôme de Stridon.
Les conditions de la mort de ces parents de Constantin restent incertaines. Les historiens latins contemporains de Constantin sont silencieux. Les noms de Fausta et Crispus sont martelés sur les inscriptions épigraphiques, signe d'une damnatio memoriae. Selon l’historien byzantin Zosime (Ve siècle) repris par Jean Zonaras (XIIe siècle), Crispus fut accusé par sa belle-mère d'avoir voulu la séduire, ce qui provoqua la colère de Constantin. Découvrant la fausseté de l'accusation, Constantin aurait ensuite fait exécuter Fausta. L'historien franc Grégoire de Tours (VIe siècle) évoque quant à lui un complot de Crispus contre Constantin. Il faut également souligner que Crispus, à l'instar de Fausta, n'était pas chrétien, ce qui a pu créer une inimitié entre lui et Constantin. Toutefois, Edward Gibbon fait ironiquement remarquer que « Si on consulte les écrivains postérieurs, Zosime, Philostorgius, et Grégoire de Tours, on verra que leur assurance s’accroît à mesure que les moyens qu’ils ont de connaître la vérité diminuent ».
Si la faiblesse et la contradiction des sources au sujet de ces morts incitent les historiens à rester prudents, diverses hypothèses explicatives sont avancées (ces interprétations sont regroupées dans l'article Fausta). Le sort réservé à l’épouse de Crispus et à ses enfants est inconnu.

### Numismatique

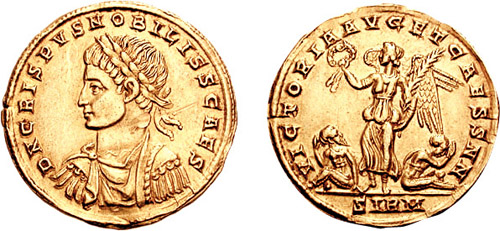
Solidus de Crispus.

Ses monnaies le montrent comme un homme jeune, avec le titre de très noble César (NOB CAESAR) et sur certains revers le titre de Prince de la jeunesse (PRINCIPI IVVENTVTI). D'autres revers monétaires célèbrent ses victoires sur les Alamans, ou des dédicaces à Jupiter, à Mars ou à Sol Invictus et à des vertus personnifiées.